# Bacchisa fasciata
Bacchisa fasciata là một loài bọ cánh cứng trong họ Cerambycidae.